# Francesco und der Papst
Francesco und der Papst ist ein deutscher, 2011 erschienener Dokumentarfilm des Regisseurs Ciro Cappellari.

## Inhalt
Der Film erzählt die Geschichte eines Chorknaben, der den Papst trifft und gewährt einen Blick hinter die Kulissen des Vatikans.

## Hintergrund
Für die Produktion zeigten Fanes Film GmbH mit Constantin Film Produktion GmbH und Beta Film GmbH verantwortlich, gefördert wurde von FFF Bayern, Deutscher Filmförderfonds und FFA. Kinostart in Deutschland war am 21. April 2011, Erstausstrahlung im Fernsehen am 29. März 2013 im ZDF.

## Kritiken
„Francesco und der Papst ist ein genauer, sensibler, humorvoller, ehrlicher Film über zwei widerstreitende Christentumstatsachen. Einerseits die schier unverwüstliche Anmut und Würde der Kirche. Andererseits die schier unüberwindliche Distanz zur modernen Welt.“